# Cmentarz żydowski w Sobocie
Cmentarz żydowski w Sobocie – zajmuje powierzchnię 0,34 ha. Data jego powstania pozostaje nieznana, uległ całkowitemu zniszczeniu, najpewniej podczas II wojny światowej, wskutek czego na terenie kirkutu nie zachowały się żadne widoczne ślady pierwotnego charakteru miejsca.